# Devolli
Devoll(i) je řeka v Albánii (kraje Berat, Korçë). Je to delší ze zdrojnic řeky Seman. Je 196 km dlouhá. Povodí má rozlohu 3240 km².

## Průběh toku
Pramení v horách Grammos poblíž hranic s Řeckem a na horním toku protéká nejvýchodnější částí Albánie (okres Devoll, město Bilisht). Pak se obrací na západ a ve formě umělého kanálu přetíná náhorní plošinu Malik, kde se dříve nacházelo mělké jezero Malik, ve 40. letech 20. století vysušené. Za městem Maliq vstupuje Devoll do dlouhého hlubokého kaňonu, který míří zhruba na západ a pak na severozápad. Pod městem Gramsh začíná 14 km dlouhé vzdutí přehrady Banjë s vodní elektrárnou vybudované roku 2016. Jižně od města Cërrik se řeka ostře obrací k jihozápadu a pod městem Kuçovë se stéká s řekou Osum a vytváří Seman.
V antice se řeka nazývala Eordaikos (Eordaicus).

## Vodní stav
Vysoký vodní stav je na podzim a v zimě a nízký v létě. Průměrný průtok v ústí činí 80 m³/s.

## Využití
Využívá se na zavlažování a k zisku vodní energie (hydroelektrárna). Kaňonovitý úsek mezi Maliqem a Gramshem je využíván také vodácky.